# Kalanchoe alticola
Kalanchoe alticola är en fetbladsväxtart som beskrevs av Robert Harold Compton. Kalanchoe alticola ingår i släktet Kalanchoe och familjen fetbladsväxter. Inga underarter finns listade i Catalogue of Life.